# Hyperlophus
Hyperlophus – rodzaj ryb promieniopłetwych z rodziny śledziowatych (Clupeidae).

## Rozmieszczenie geograficzne
Do rodzaju należą gatunki występujące w przybrzeżnych wodach Australii.

## Morfologia
Długość ciała do 10 cm; brak szczegółowych danych dotyczących masy ciała.

## Systematyka
Rodzaj nazwał w 1892 roku irlandzko-australijski ichtiolog James Douglas Ogilby w artykule zatytułowanym O niektórych nieopisanych gadach i rybach z Australii, opublikowanym w czasopiśmie „Records of the Australian Museum”. Gatunkiem typowym jest (późniejsze oznaczenie) H. vittatus.

### Etymologia
- Hyperlophus: gr. ὑπερ huper ‘nadzwyczajny’; λοφος lophos ‘grzebień, czub’[7].
- Omochetus: gr. ωμος ōmos ‘ramię’[8]; χητος khētos ‘brak’[9]. Gatunek typowy (oryginalne oznaczenie (również monotypowe)): Hyperlophus copii Ogilby, 1897 (= Meletta vittata Castelnau, 1875).
- Hyalosprattus: łac. hyalus ‘szkło’, od gr. ὑαλος hualos ‘szkło’[10]; rodzaj Sprattus Girgensohn, 1846. Gatunek typowy (oryginalne oznaczenie (również monotypowe)): Hyperlophus translucidus McCulloch, 1917.

### Podział systematyczny
Do rodzaju należą następujące gatunki:
- Hyperlophus translucidus McCulloch, 1917
- Hyperlophus vittatus (Castelnau, 1875)